# Белоомут
Белоомут (на руски: Белоомут) е селище от градски тип в Луховицки район, Московска област, Русия. Населението му през 2017 година е 6070 души.

## География

### Разположение
Белоомут е разположено на брега на река Ока. Намира се на 20 километра на Луховици.

### Климат
Климатът в Белоомут е умереноконтинентален (Dfb по Кьопен) с горещо и сравнително влажно лято и дълга студена зима.

## Население
| 1959 | 1970 | 1979 | 1989 | 2002 | 2006 | 2009 | 2010 |
| ---- | ---- | ---- | ---- | ---- | ---- | ---- | ---- |
| 9712 | 9082 | 8731 | 8305 | 7029 | 7150 | 6482 | 6558 |
| 2012 | 2013 | 2014 | 2015 | 2016 | 2017 |      |      |
| 6544 | 6525 | 6366 | 6266 | 6158 | 6070 |      |      |

## Часова зона
Намира се в часова зона Московско стандартно време (UTC+3).